# 山川秀峰
山川秀峰（やまかわ しゅうほう、明治31年〈1898年〉4月3日 - 昭和19年〈1944年〉12月29日）は、日本画家・版画家。本名は嘉雄。美人画で知られる。

## 来歴

### 生い立ち
京都に生まれる。鏑木清方及び池上秀畝の門人。まず秀畝に師事し花鳥画を学んだ後、1913年に清方に入門し美人画を学ぶ。

### 画家として

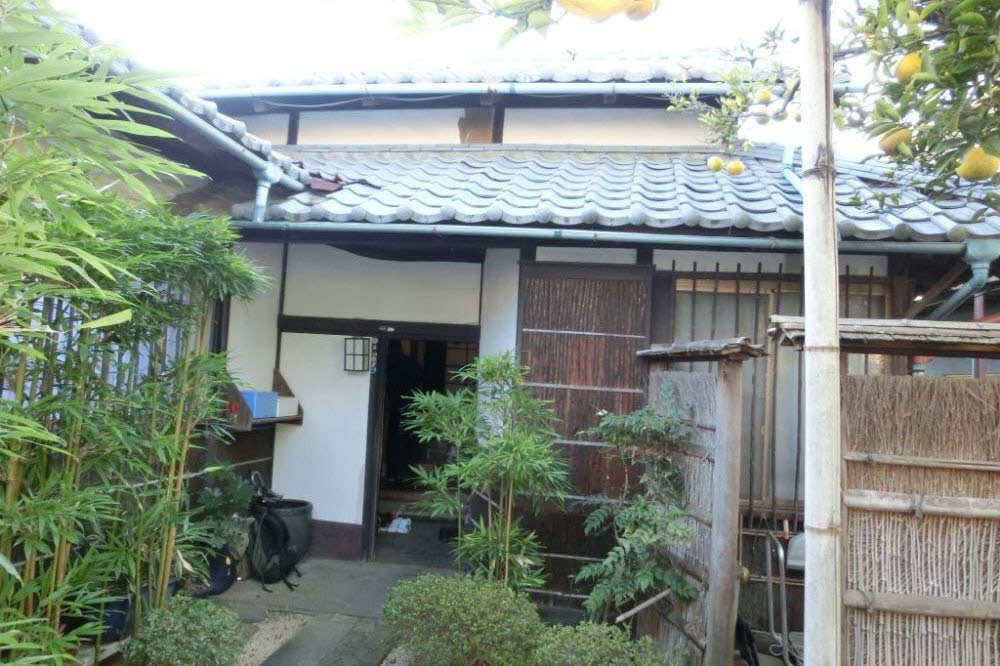
神奈川県中郡二宮町の自邸。吉田五十八により設計された

1927年、長沢小輔の美術社より新版画「婦女四題」連作4点を随時出版、1928年には『新興版画選』と題して「美人八佳選」の第1回分を川瀬巴水の「日本新八景」とともに出版している。また同年の第9回帝展には「安倍野」（培広庵コレクション）を出品して特選となり、1930年の第11回帝展には「大谷武子姫」を出品して再び特選に入選した。1931年から帝展無鑑査。ほかに渡辺版画店、西宮書院からも新版画の美人画作品を発表しており、これらは当時の時代模様を写したモダンな美人画であった。秀峰は伊東深水、寺島紫明と共に「清方門下三羽烏」と呼ばれた。
1936年には私刊により「をどり十題」を制作する。1939年に伊東深水たちと共に青衿会を設立し、美人画の開拓に努めた。最も清方の画風を受け継いでいたとみられるが、1944年12月29日に疎開先の神奈川県二宮町の別宅で死去。墓所は大田区妙覚寺。
版画の作品は少ないが気品のある美人画を残した。代表作に「素踊」「序の舞」「羽根の禿」などがあげられる。木版画では「舞踊シリーズ」があり、そのうち、「さらし女」の構図が卓抜で印象的である。他には「赤い襟」「東京駅」「信濃路の女」なども優れている。また、雑誌『講談倶楽部』や『キング』の挿絵を描いている。
門人に五十嵐真穂、志村立美、小林秀恒、武藤嘉亭がいる。作家の山川方夫は息子。

## 作品

### 日本画
| 作品名       | 技法     | 形状・員数 | 寸法（縦x横cm） | 所有者             | 年代                    | 落款・印章 | 備考                                            |
| ------------ | -------- | ---------- | --------------- | ------------------ | ----------------------- | ---------- | ----------------------------------------------- |
| 鷺娘         | 絹本着色 |            |                 | ホノルル美術館     | 1925年（大正14年）      |            |                                                 |
| 花簪の女     | 絹本著色 | 額装1面    | 101x77          | 培広庵コレクション | 大正末期。              |            |                                                 |
| 蛍           | 絹本著色 | 四曲一隻   | 212.0x254.0     | 講談社野間記念館   | 1927年（昭和2年）       |            | 第8回帝展                                       |
| 安倍野       | 絹本著色 | ニ曲一隻   | 234x222         | 培広庵コレクション | 1928年（昭和3年）       |            | 第9回帝展特選。浄瑠璃『芦屋道満大内鑑』に取材。 |
| 逝く春／銀鳩 | 紙本著色 | 二曲一双   |                 | 佐久市立近代美術館 | 1929-31年（昭和4-6年）  |            |                                                 |
| 序の舞       | 絹本著色 | 額装1面    | 181.5x127.0     | 東京国立近代美術館 | 1932年（昭和7年）       |            | 第13回帝展                                      |
| 山内一豊の妻 | 紙本著色 | 額装1面    | 151x181cm       | 神宮徴古館         | 1933-42年（昭和8-17年） |            |                                                 |
| 弥生         | 絹本着色 |            |                 | 城西大学水田美術館 |                         |            |                                                 |
| 三人の姉妹   | 絹本着色 | 四曲一隻   |                 | ホノルル美術館     | 1936年（昭和11年）      |            |                                                 |

### 新版画
- 「婦女四題」より 1.秋　木版多色・紙　美術社版　昭和2年（1927年）　東京国立近代美術館、千葉市美術館、ホノルル美術館所蔵
- 「婦女四題」より 2.雪もよひ  木版多色・紙　美術社版　昭和2年　東京国立近代美術館、千葉市美術館所蔵
- 「婦女四題」より 3.赤い襟　木版多色・紙　美術社版　昭和3年（1928年）　東京国立近代美術館所蔵
- 「婦女四題」より 4.たそがれ　木版多色・紙　美術社版　昭和3年　東京国立近代美術館所蔵
- 「布晒し」　木版画　昭和11年（1936年）
- 「東京駅」　木版画　渡辺版　昭和17年（1942年）

### ギャラリー

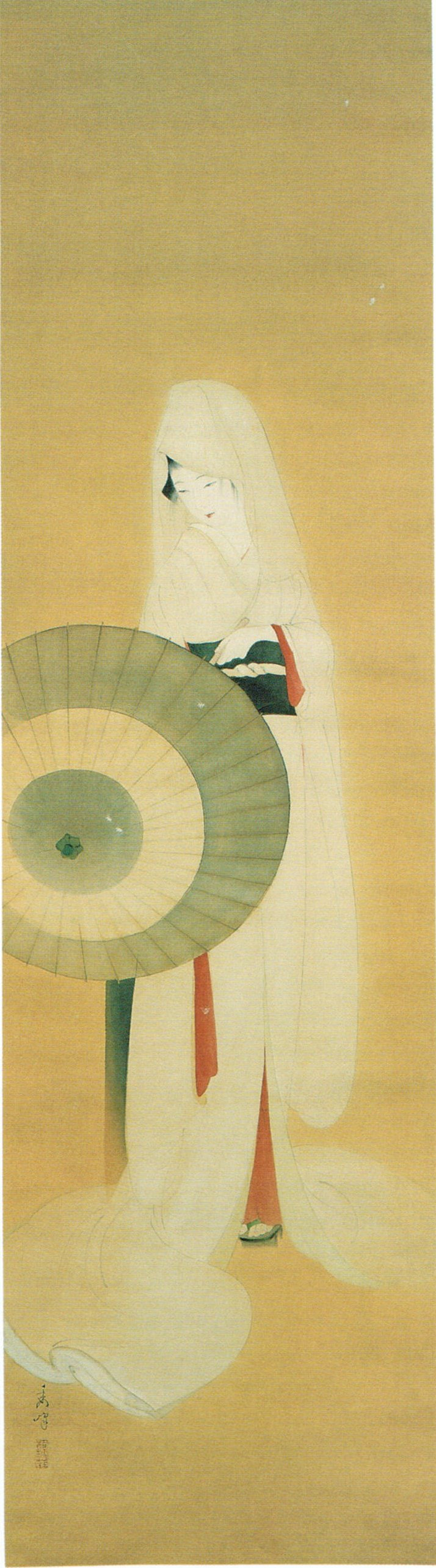
「鷺娘」

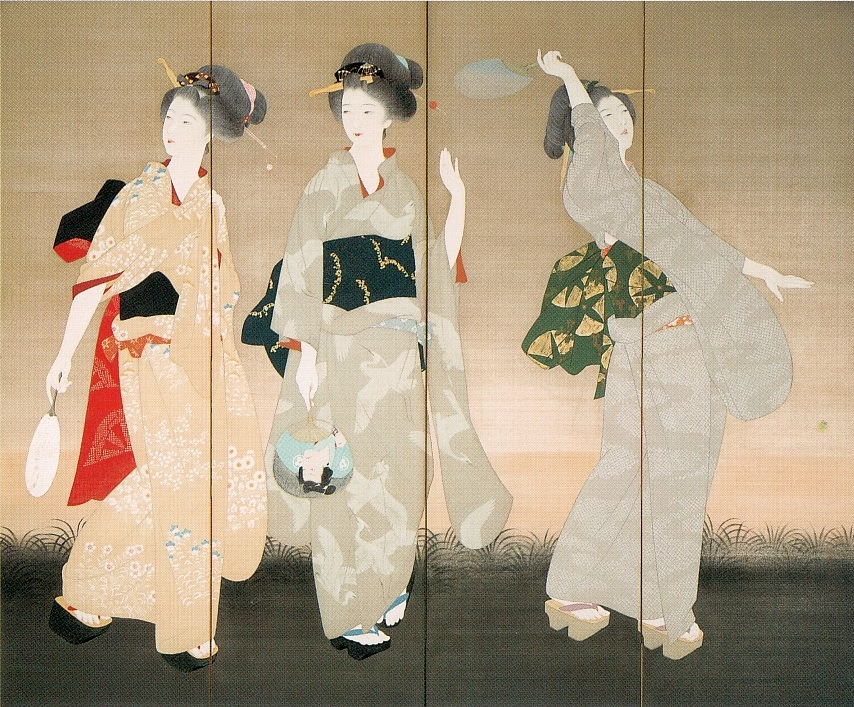
「蛍」
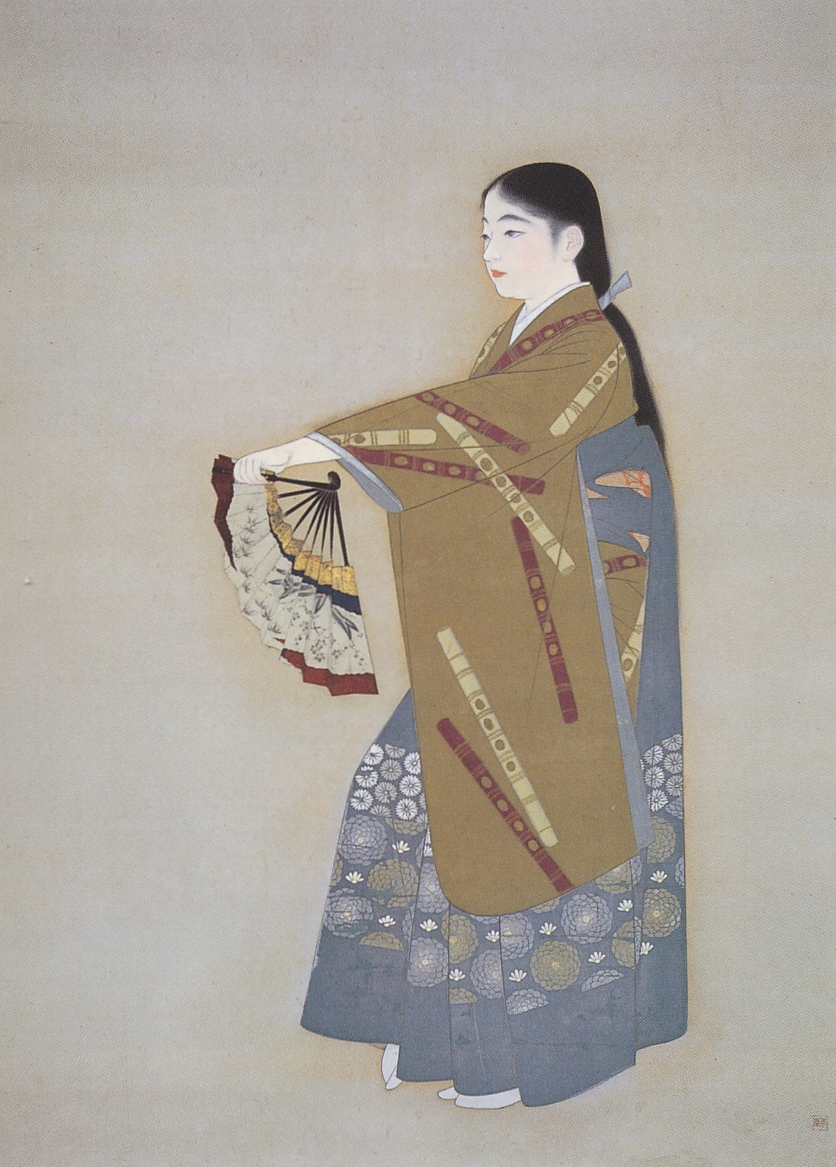
「序の舞」
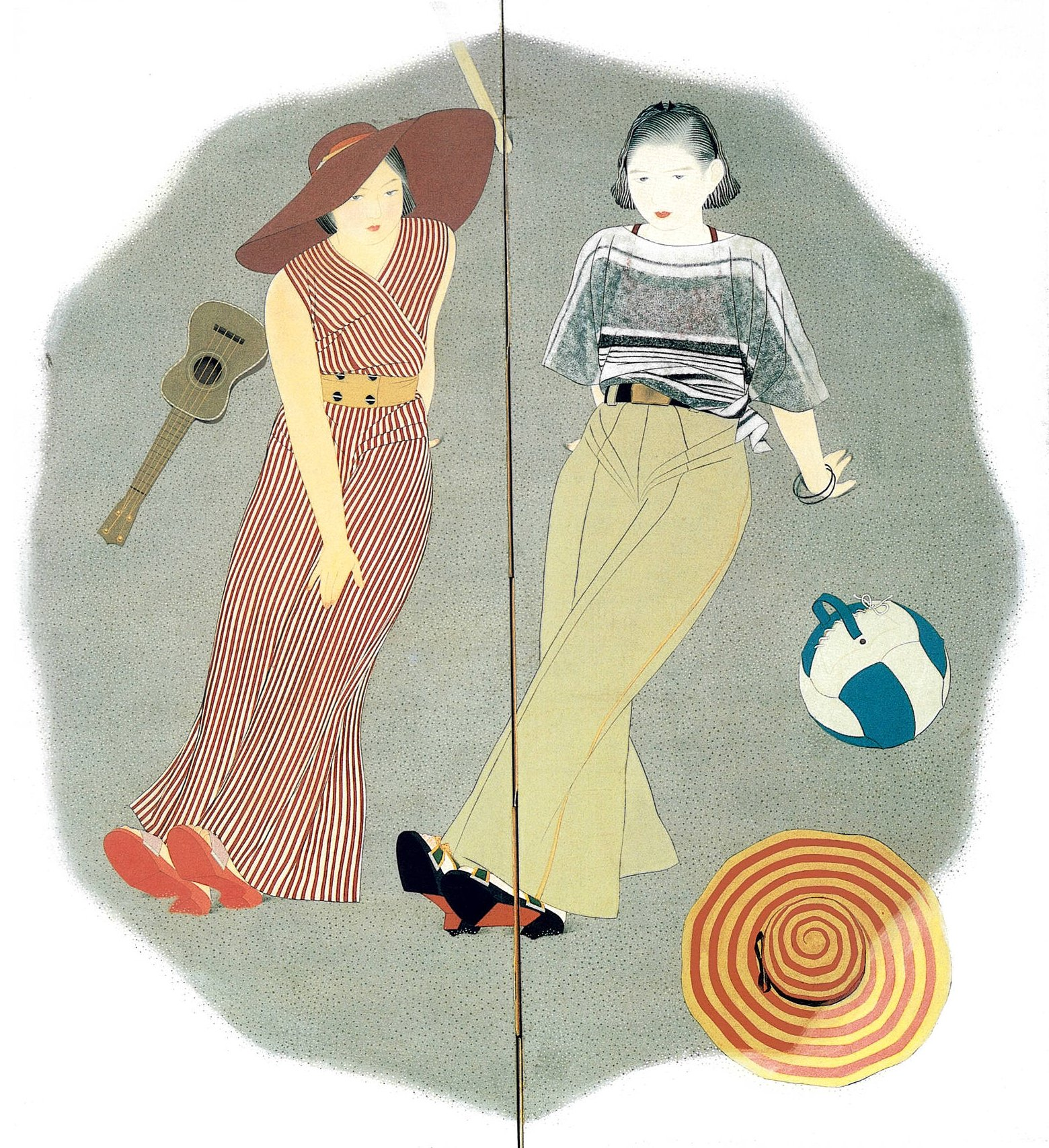
「蔭に憩ふ」第14回帝展出品作
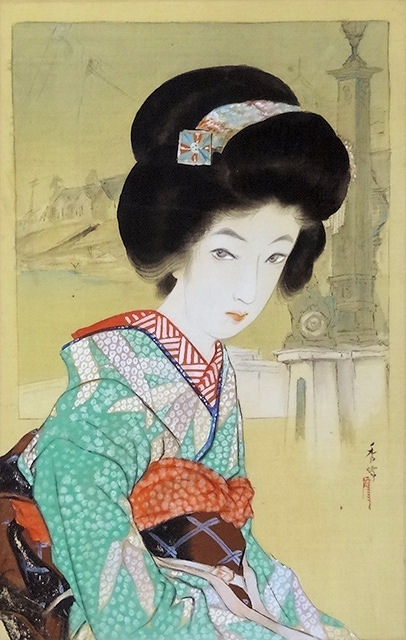
美人画、絹本着色
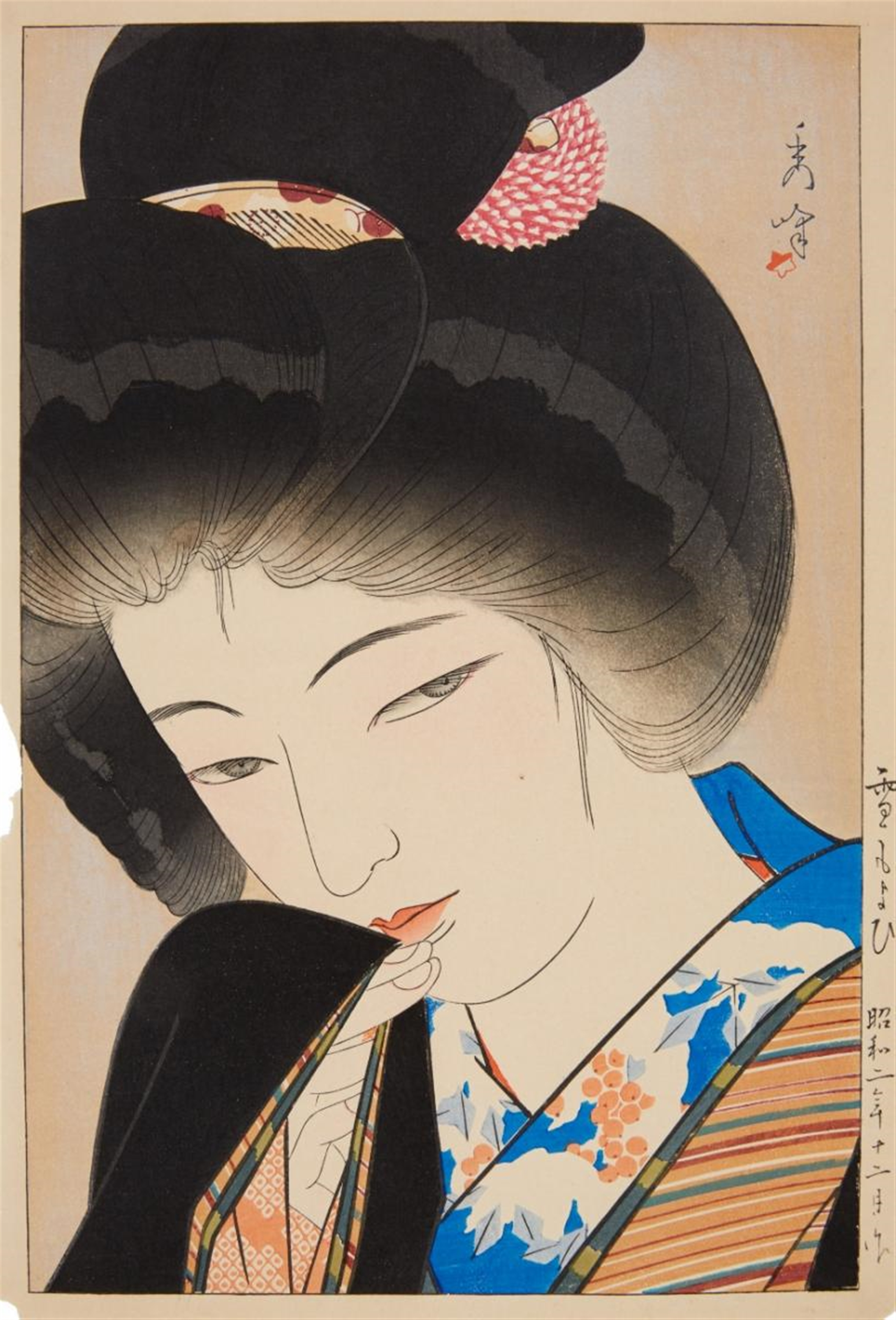
「婦女四題」より『雪もよひ』
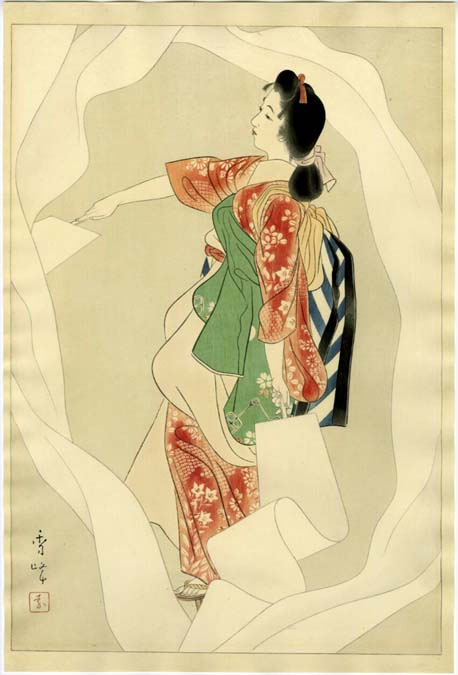
「晒女」。歌舞伎舞踊、長唄の演目「晒女」より『布ざらし』の場面を描く。
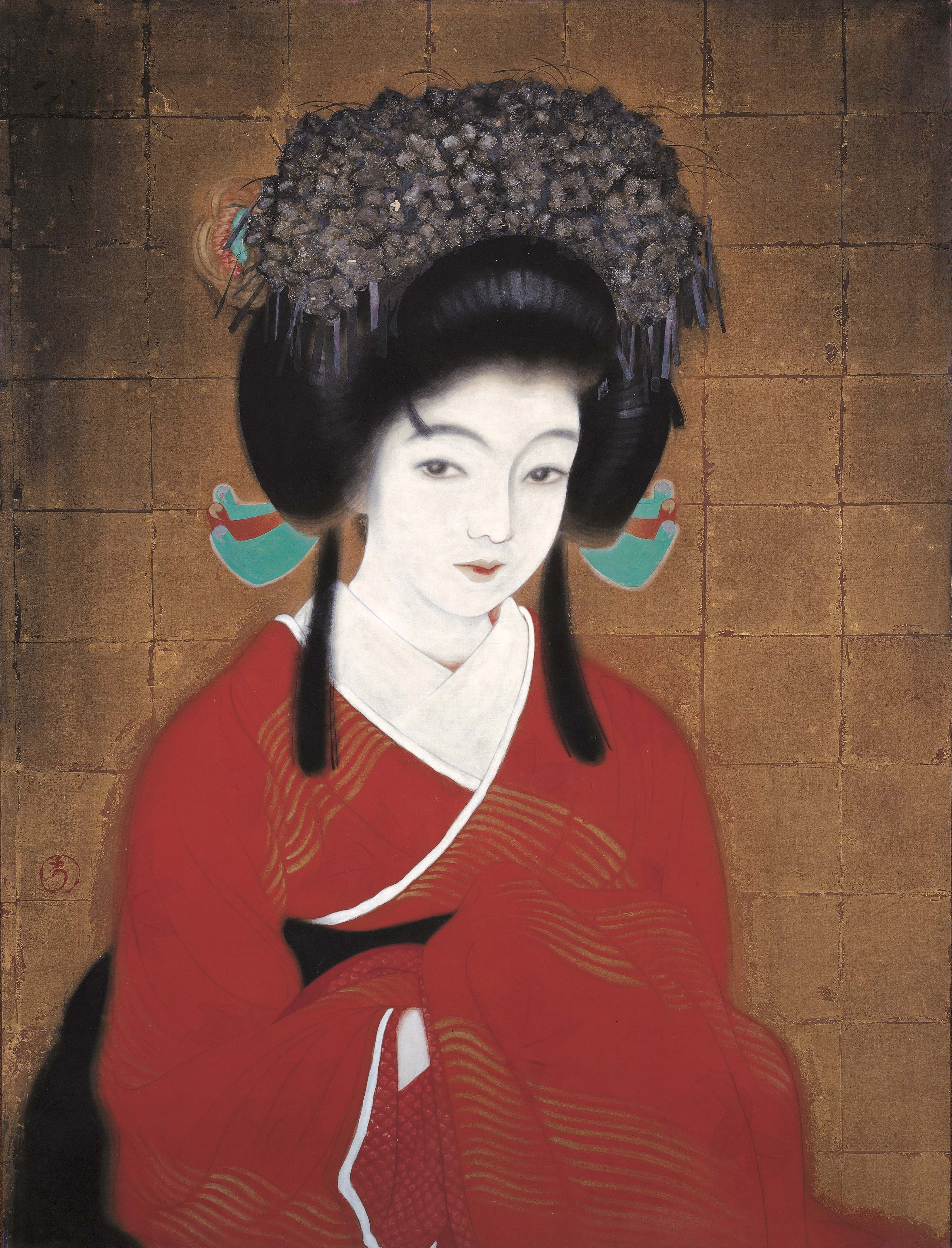
「花簪の女」

## 著書
- 『青森案内』長谷川書林、1915年
- 『古典舞踊を描く』（第1、2）古今堂、1937年